# فجر ۲
راکت‌انداز فجر ۲ یکی از راکت‌های توسعه یافته از خانواده فجر در ایران است. این راکت انداز، نسبت به فجر ۱، از برد و کالیبر بیشتری برخوردار است. این راکت، دومین راکتی بود که مهندسان نظامی ایرانی، آن را بومی‌سازی کرده بودند.
احتمالاً این راکت انداز، بعداً در خط تولید فجر ۳ ادغام شده باشد. لانچر این راکت، همان راکت‌انداز فجر ۳ است. این راکت از راکت‌های ناشناخته در صنعت نظامی ایران است.

## مشخصات فنی
برد این راکت‌انداز را ۲۳ کیلومتر و کالیبر آن را ۲۴۰ میلیمتر گزارش کرده‌اند. وزن راکت ۲۷۵ کیلوگرم و وزن سرجنگی آن ۸۵ کیلوگرم است. حداکثر سرعت این راکت ۶۷۰ متر برثانیه است. طول راکت ۳٫۵ متر و مأموریت آن زمین به زمین است. طول راکت‌های این راکت‌انداز، به مراتب کوتاه‌تر از راکت‌های فجر ۳ و ۵ هستند و از همین رو، برد کمتری داشته‌اند.